# P+R Hoogkerk
P+R Hoogkerk is een P+R-voorziening en transferium in Hoogkerk en Eelderwolde aan de A7 en N372 bij aansluiting Hoogkerk/Peize. Bij dit transferium is een parkeerplaats voor 600 auto's beschikbaar, met een mogelijkheid tot uitbreiding naar 1000 parkeerplaatsen.

## Geschiedenis

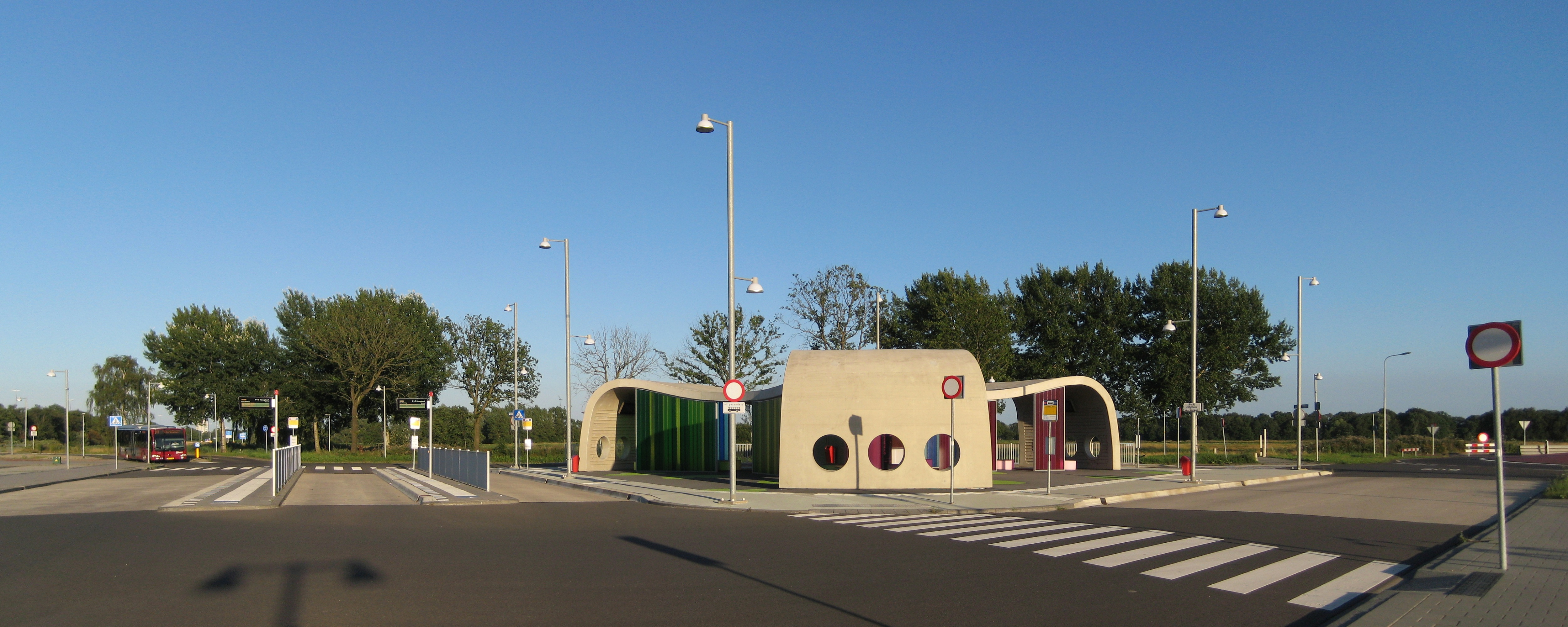
Het oostelijke deel van het transferium Hoogkerk in 2013, met de in 2011 naar een ontwerp van LYVR gebouwde wachtruimte

Sinds eind jaren 90 werd gesproken over de aanleg van een transferium nabij de A7 bij Hoogkerk. Er werd voorgesteld om het transferium aan te leggen ten zuiden van de A7, langs de Peizerweg naar Peize en Roden (N372) en gedeeltelijk in de Peizer- en Eeldermaden. Er kwam veel protest tegen het gebruiken van een deel van het natuurgebied voor de aanleg van de parkeervoorziening, wat zorgde voor veel discussie en vertraging voor de start van de bouw. Er werd onder andere als alternatief voorgesteld om het transferium aan de noordzijde van de A7 aan te leggen. Uiteindelijk werd het transferium toch gebouwd in een klein gedeelte van de Peizer- en Eeldermaden. Als gevolg van de bouw van het transferium werden de gemeente- en provinciegrens gecorrigeerd; het terrein waarop het transferium ligt is niet langer in bezit van Noordenveld, Tynaarlo en Groningen, maar hoort sinds 2003 volledig bij de gemeente en provincie Groningen.
In 2007 werd begonnen met de bouw van de parkeervoorziening. In 2009 werd begonnen met de bouw van het wachtgebouwtje op het transferium, dat onder andere voorziet in een toilet, wachtruimte en kaartverkoopautomaat voor de Citybus. De bedoeling was dat het complete terrein gebruiksklaar zou zijn in begin 2010, dit werd uiteindelijk eind 2010. Op 13 januari 2011 opende toenmalig wethouder Karin Dekker van de gemeente Groningen het transferium officieel.
Met het ingaan van het Q-link-netwerk in en rond Groningen op 5 januari 2014 is P+R Hoogkerk een groot knooppunt in dit netwerk geworden. Q-link neemt eveneens de Citybusvoorziening over vanaf het transferium.

## Verwachting
Het transferium wordt vooral gebruikt door forenzen en mensen die een dagje willen winkelen uit Friesland, het Westerkwartier en uit de kop van Drenthe. Ze zullen de auto hier parkeren om dan dan met de bus naar de stad Groningen te reizen.
Als het parkeerterrein een groot succes wordt kan het uitgebreid worden naar 1000 parkeerplaatsen. Ook wil men dan voorzieningen bouwen zoals een hotel-restaurant. De ruimte hiervoor is al klaargemaakt en beschikbaar op grondgebied van de gemeente Tynaarlo, welke dan bereid is deze grond hiervoor eveneens aan Groningen af te staan. Begin 2014 werd bekend dat Van der Valk bij P+R Hoogkerk een hotel en zalencentrum is gaan bouwen. Deze werd in december 2016 geopend.

## Verbindingen
Op het transferium stoppen de volgende buslijnen:
Concessie GD (Qbuzz)
| Lijn                        | Route                                                | Via | Perron | Bijzonderheden                              |
| Q-link                      | Q-link                                               | Q-link | Q-link | Q-link                                      |
| --------------------------- | ---------------------------------------------------- | --- | ------ | ------------------------------------------- |
| 3                           | Leek Oostindie/Tolbert - Ruischerbrug                | P+R Leek A7, P+R Hoogkerk, Hoofdstation, UMCG Noord, P+R Kardinge, Lewenborg                                       | C/F    |                                             |
| 4                           | Roden - Beijum                                       | Peize, P+R Hoogkerk, Hoofdstation, UMCG Noord, P+R Kardinge                                                        | C/F    |                                             |
| Stadsbus Groningen          |                                                      | |        |                                             |
| 8                           | P+R Hoogkerk - Station Europapark                    | Hoogkerk, Schildersbuurt, Westerhaven, Hoofdstation, De Wijert, Coendersborg                                       | A      |                                             |
| 10                          | P+R Hoogkerk - Station Noord                         | Martini Ziekenhuis, De Wijert, Hoofdstation, UMCG, Korrewegwijk, De Hoogte                                         | D      |                                             |
| 18                          | P+R Hoogkerk - Zernike Campus                        | Vinkhuizen, Paddepoel                                                                                              | A      | Rijdt niet 's avonds en in het weekend.     |
| Streekbus Groningen-Drenthe |                                                      | |        |                                             |
| 85                          | Groningen, Hoofdstation - Oosterwolde, Busstation    | P+R Hoogkerk, Oostwold, Midwolde (P+R Leek/A7), Leek, Zevenhuizen, Een-West, Haulerwijk, Haule, Weper              | D/F    |                                             |
| 109                         | Groningen, Zernike Campus - Assen, Station           | P+R Hoogkerk, P+R Peize, Bunne, Donderen, Vries                                                                    | A/F    |                                             |
| 133                         | Groningen, Hoofdstation - Surhuisterveen, Torenplein | P+R Hoogkerk, Midwolde (P+R Leek/A7), Boerakker, Oldekerk, Sebaldeburen, Grootegast, Doezum, Kornhorn, Opende      | D/F    |                                             |
| Qliner                      |                                                      | |        |                                             |
| 304                         | Groningen, Hoofdstation - Drachten, Himsterhout      | P+R Hoogkerk, Oostwold, Midwolde (P+R Leek/A7), Boerakker, P+R Marum, Transferium Oost                             | D/F    |                                             |
| 314                         | Groningen, Hoofdstation - Drachten, Himsterhout      | P+R Hoogkerk, Transferium Oost                                                                                     | D/F    |                                             |
| Nachtbus                    |                                                      | |        |                                             |
| 404                         | Groningen, Hoofdstation - Drachten, Himsterhout      | P+R Hoogkerk, Oostwold, Midwolde (P+R Leek/A7), Boerakker, P+R Marum, Transferium Oost                             | n.n.b. |                                             |
| 417                         | Groningen, Hoofdstation → Groningen, Hoofdstation    | P+R Hoogkerk → Peizermade → Peizerwold → P+R Peize → Roden → Nietap → Leek → Midwolde (P+R Leek/A7) → P+R Hoogkerk | D/F    | Rijdt een lus tussen P+R Hoogkerk en Roden. |

Concessie Publiek Vervoer GD (Taxi Nuis)
| Lijn     | Route                                | Via                                                            | Perron   | Bijzonderheden                          |
| Buurtbus | Buurtbus                             | Buurtbus                                                       | Buurtbus | Buurtbus                                |
| -------- | ------------------------------------ | -------------------------------------------------------------- | -------- | --------------------------------------- |
| 589      | P+R Hoogkerk - Marum, Raadhuisstraat | De Poffert, Oostwold, Lettelbert, Leek, Tolbert, Niebert, Nuis | n.n.b.   | Rijdt niet 's avonds en in het weekend. |

Concessie Fryslân (Qbuzz)
| Lijn   | Route                                           | Via                                                                                  | Perron | Bijzonderheden |
| Qliner | Qliner                                          | Qliner                                                                               | Qliner | Qliner         |
| ------ | ----------------------------------------------- | ------------------------------------------------------------------------------------ | ------ | -------------- |
| 315    | Emmeloord, Busstation - Groningen, Hoofdstation | Bant, Lemmer (Busstation), Joure (Busstation), Heerenveen (Busstation), P+R Hoogkerk | D/F    |                |
| 324    | Heerenveen, Station - Groningen, Hoofdstation   | Drachten (Van Knobelsdorffplein, Transferium Oost), P+R Hoogkerk                     | D/F    |                |